# Dentalium aprinum
Dentalium aprinum is een diersoort uit de familie Dentaliidae. De wetenschappelijke naam werd in 1767 gepubliceerd door Carl Linnaeus.